# Albernoa
Albernoa is een plaats (freguesia) in de Portugese gemeente Beja en telt 890 inwoners (2001).